# پنجه‌برگ نروژی
پنجه برگ نروژی (نام علمی: Potentilla crantzii) نام یک گونه از سرده پنجه برگ است.